# Sonnenfinsternis vom 10. Juni 2021
Die ringförmige Sonnenfinsternis vom 10. Juni 2021 war in teilen Nordamerikas und in der Nordpolarregion zu sehen. Weil sich die Finsternis so weit nördlich und kurz vor der Sommersonnenwende ereignete, kam es am Nordpol kurz zu einem (ungewöhnlichen) Verlauf von Ost nach West.
Die ringförmige Phase konnte zunächst in Ontario während des Sonnenaufgangs gesehen werden und wanderte über die Hudson Bay und Baffin Island zur Baffin Bay und über den Westen Grönlands; das Maximum der Finsternis ereignete sich über der Nares-Straße. Der Korridor der ringförmigen Sichtbarkeit war dort 527 Kilometer breit, er erstreckte sich auch über die westlich der Meeresenge liegende Ellesmere-Insel und das östlich liegende Grönland. Auch der Nordpol lag später in der Zone mit ringförmiger Sichtbarkeit. Die ringförmige Sichtbarkeit endete bei den Neusibirischen Inseln und Jakutien bei Sonnenuntergang.

## Orte in der ringförmigen Zone

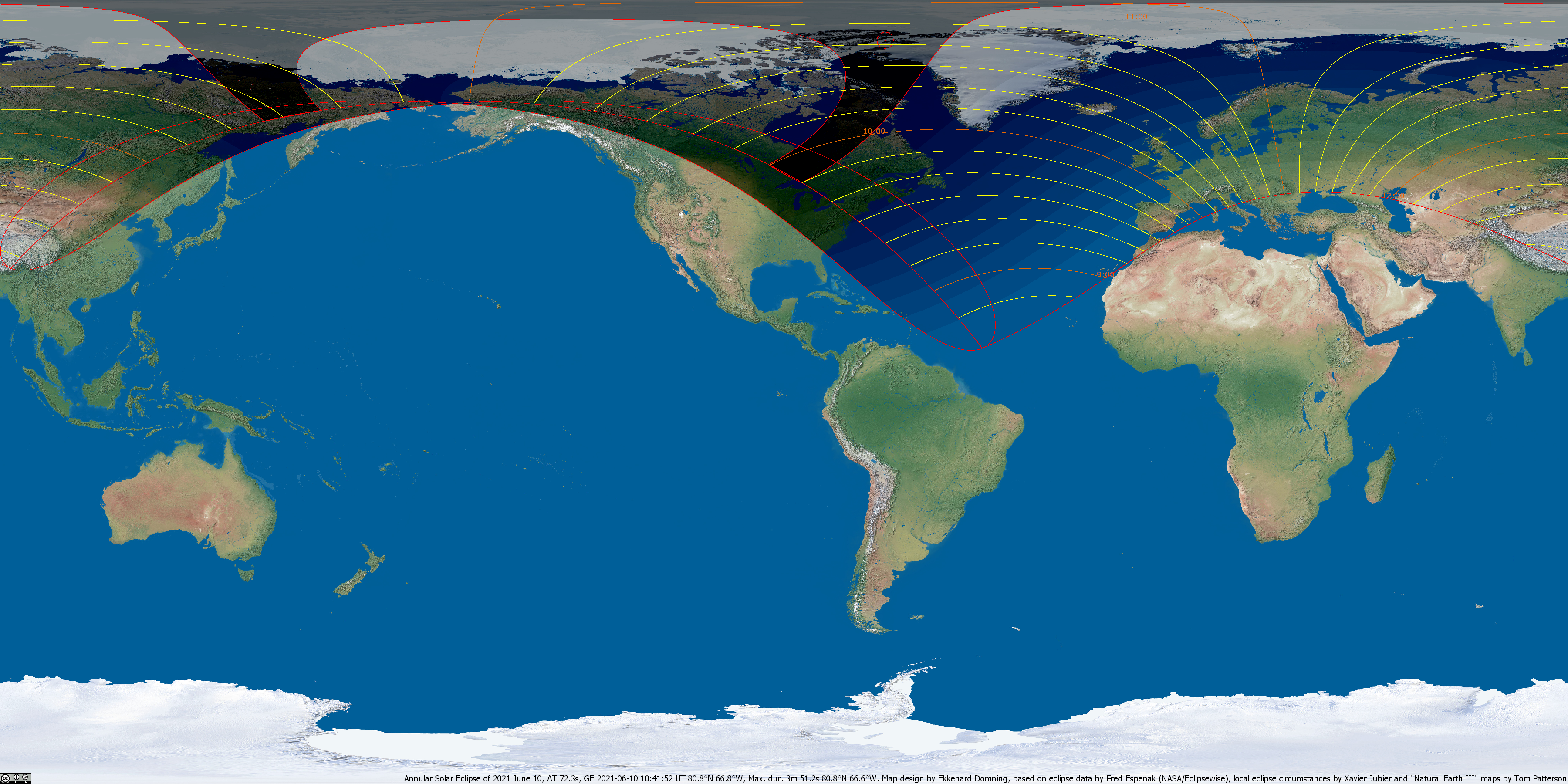
Weltkarte der Sonnenfinsternis vom 10. Juni 2021

| Staat    | Ort                           | Dauer                                                          | UTC   |
| -------- | ----------------------------- | -------------------------------------------------------------- | ----- |
| Kanada   | Longlac (Greenstone, Ontario) | 3m 14s (Ringförmigkeit beginnt unmittelbar nach Sonnenaufgang) | 09:53 |
| Kanada   | Iqaluit                       | 3m 5s                                                          | 10:08 |
| Grönland | Qaanaaq                       | 3m 41s                                                         | 10:35 |
| –        | Smithsund                     | 2m 57s                                                         | 10:37 |
| Russland | Tschokurdach                  | 3m 37s                                                         | 11:26 |
| Russland | Srednekolymsk                 | 3m 35s                                                         | 11:27 |
| Russland | Syrjanka                      | 3m 14s                                                         | 11:30 |

## Sichtbarkeit im deutschsprachigen Raum

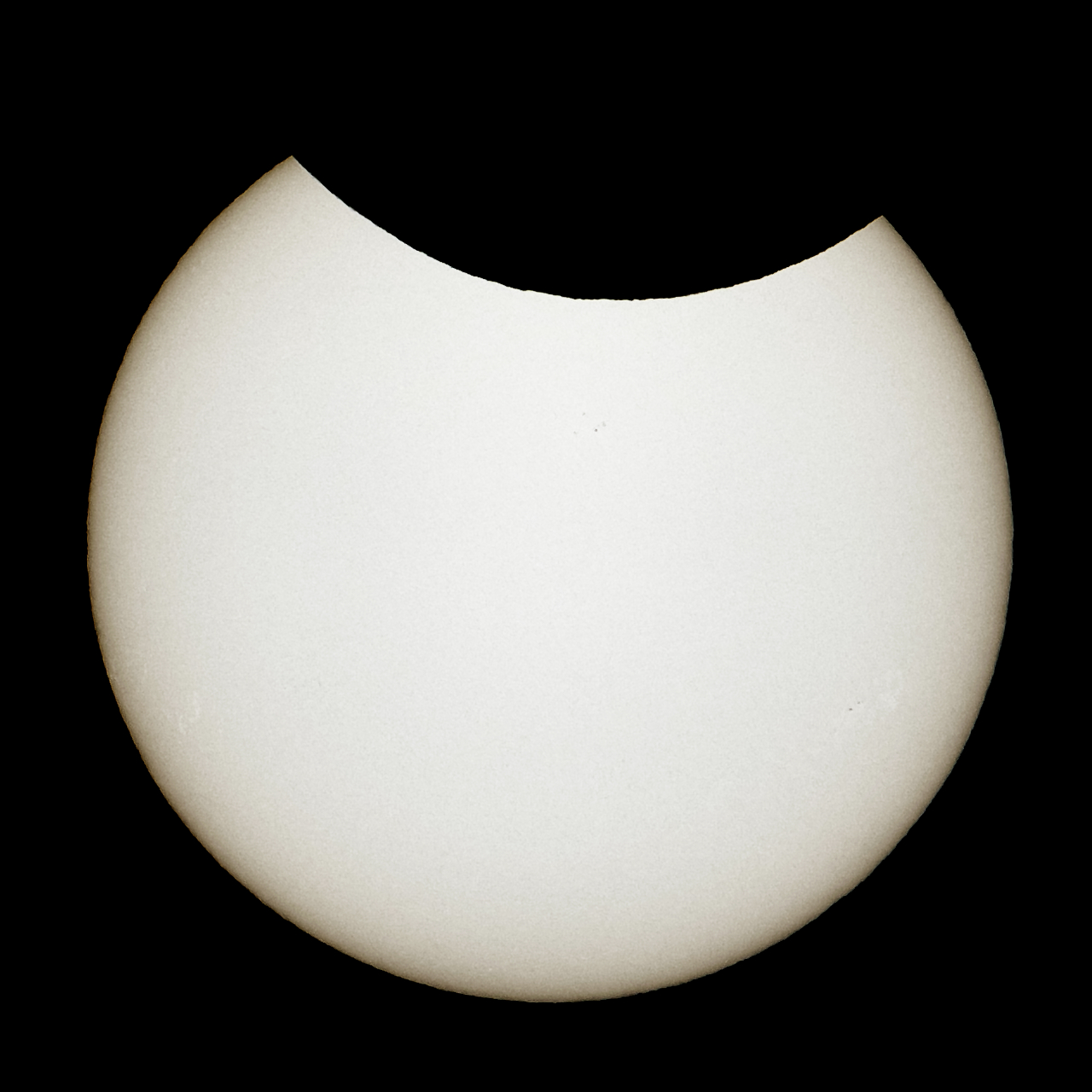
Partielle Sonnenfinsternis am 10. Juni 2021 in Berlin-Lankwitz bei maximalem Bedeckungsgrad von 13,3 Prozent und einem entsprechenden Verfinsterungsgrad von 23,9 Prozent.

Der Halbschatten des Mondes (nicht die ringförmige Phase) traf erstmals nach der Sonnenfinsternis vom 20. März 2015 auch den deutschsprachigen Raum. Hier wurde die größte Verfinsterung im Norden in List auf Sylt mit maximal 21,3 % Bedeckung erreicht. Im Südosten in Bad Radkersburg im österreichischen Bundesland Steiermark kam es nur zu maximal 2,5 % Bedeckung.
Die nächste im deutschsprachigen Raum sichtbare Sonnenfinsternis war die Sonnenfinsternis vom 25. Oktober 2022.
| Staat       | Ort               | Bedeckung | Anfang (MESZ) | Mitte (MESZ) | Ende (MESZ) |
| ----------- | ----------------- | --------- | ------------- | ------------ | ----------- |
| Schweiz     | Bern              | 06,6 %    | 11:26:52      | 12:17:44     | 13:11:21    |
| Schweiz     | Basel             | 07,5 %    | 11:26:30      | 12:19:12     | 13:14:45    |
| Österreich  | Salzburg          | 05,1 %    | 11:42:45      | 12:31:30     | 13:21:56    |
| Österreich  | Wien              | 04,5 %    | 11:52:33      | 12:39:55     | 13:28:20    |
| Deutschland | München           | 06,3 %    | 11:37:24      | 12:28:41     | 13:22:02    |
| Deutschland | Frankfurt am Main | 11,3 %    | 11:27:00      | 12:25:54     | 13:27:44    |
| Deutschland | Berlin            | 13,4 %    | 11:36:24      | 12:38:47     | 13:43:07    |
| Deutschland | Hamburg           | 17,3 %    | 11:28:28      | 12:33:43     | 13:41:40    |